# 蜕膜
蜕膜（decidua）是受精卵着床之后，在孕激素作用下，经历增厚和血供增加过程的子宫内膜。
蜕膜可以按照其与胚的位置关系分为三部分：
- 基蜕膜（decidua basalis）：位于胚深部的蜕膜；
- 包蜕膜（decidua capsularis）：覆盖于胚宫腔侧的蜕膜；
- 壁蜕膜（decidua parietalis）：子宫其余部份的蜕膜。